# Kaivosjärvi (Jukkasjärvi socken, Lappland, 751742-175518)
Kaivosjärvi är en sjö i Kiruna kommun i Lappland och ingår i Torneälvens huvudavrinningsområde. Sjön har en area på 0,0545 kvadratkilometer och ligger 290,6 meter över havet.

## Delavrinningsområde
Kaivosjärvi ingår i det delavrinningsområde (752022-175506) som SMHI kallar för Ovan VDRID = Ounisjoki i Torneälvens vattendragsy*. Medelhöjden är 265 meter över havet och ytan är 16,74 kvadratkilometer. Räknas de 486 avrinningsområdena uppströms in blir den ackumulerade arean 9 200,96 kvadratkilometer. Avrinningsområdets utflöde Torneälven (Kamajåkka) mynnar i havet. Avrinningsområdet består mestadels av skog (60 procent) och sankmarker (31 procent). Avrinningsområdet har 1,26 kvadratkilometer vattenytor vilket ger det en sjöprocent på 7,5 procent.